# Bdellasimilis barwicki
Bdellasimilis barwicki és una espècie de triclàdide planàrid, l'única del gènere Bdellasimilis.

## Descripció
B. barwicki presenta discs adhesius posteriors i s'assembla de forma general al triclàdide marícola Bdelloura candida. Té dos ulls en una posició posterior. És de color blanquinós o parcialment grisós i semitransparent. És una espècie de mida petita.